# Prêmio Annie J. Cannon de Astronomia

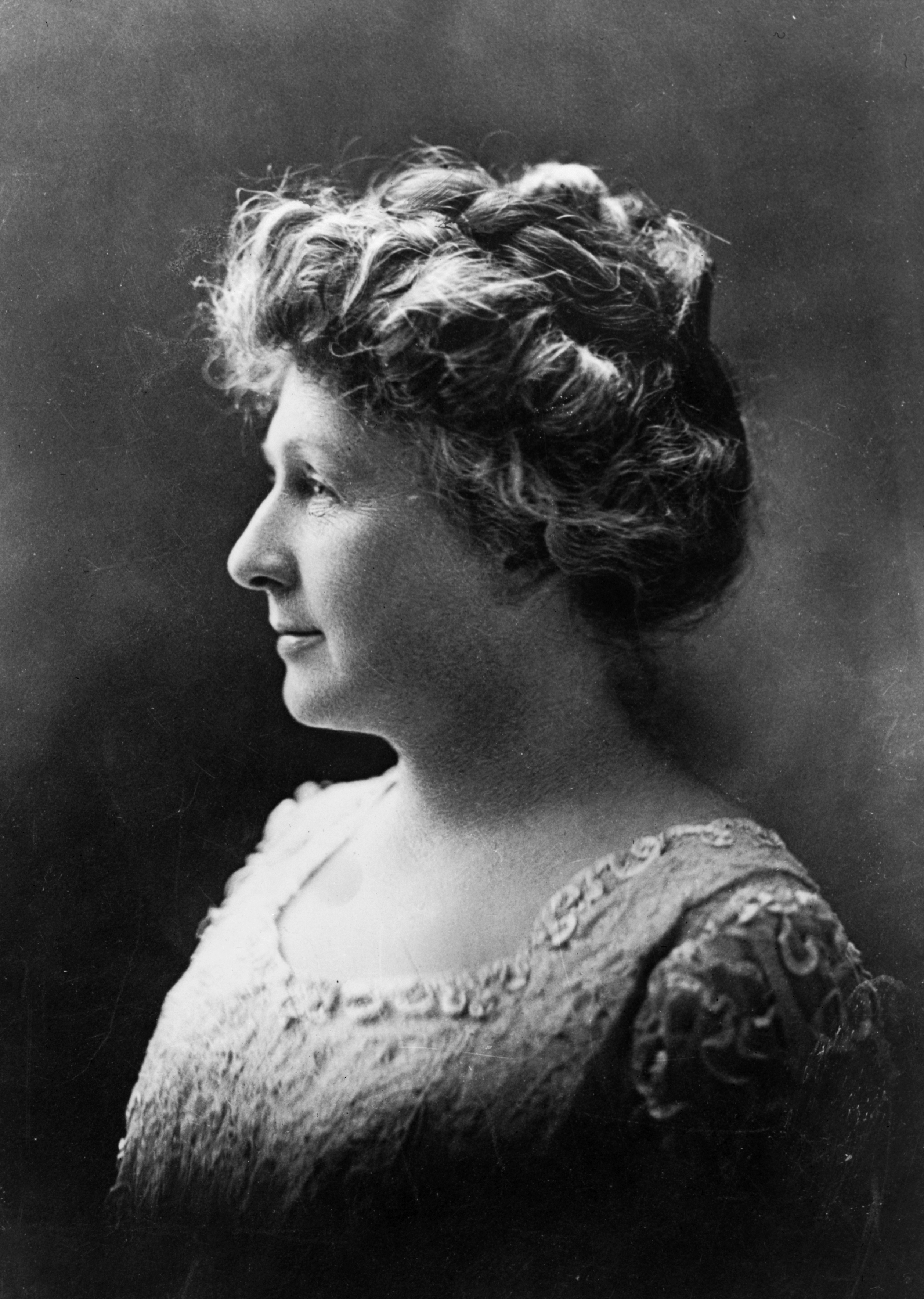
Retrato de Annie Jump Cannon de 1922.

O Prêmio Annie J. Cannon de Astronomia (em inglês:  Annie J. Cannon Award in Astronomy ) é atribuído anualmente pela American Astronomical Society a uma mulher, residente nos Estados Unidos, que nos cinco anos subsequentes ao doutoramento tenha realizado uma contribuição relevante no domínio da astronomia ou de ciências com aplicação imediata à astronomia.
O prêmio consiste no montante de 1500 dólares e a premiada apresenta uma conferência convidada numa reunião da American Astronomical Society.
O prêmio tem o nome da astrônoma Annie Jump Cannon.

## Laureadas
- 1934 - Cecilia Payne-Gaposchkin
- 1937 - Charlotte Moore Sitterly
- 1940 - Julie Marie Vinter Hansen
- 1943 - Antonia Maury
- 1946 - Emma Vyssotsky
- 1949 - Helen Sawyer Hogg
- 1952 - Ida Barney
- 1955 - Helen Dodson Prince
- 1958 - Margaret Mayall
- 1962 - Margaret Harwood
- 1965 - Erika Böhm-Vitense
- 1968 - Henrietta Hill Swope
- 1974 - Beatrice Tinsley
- 1976 - Catharine Garmany
- 1978 - Paula Szkody
- 1980 - Lee Anne Willson
- 1982 - Judith Young
- 1984 - Harriet Dinerstein
- 1986 - Rosemary Wyse
- 1988 - Karen Jean Meech
- 1989 - Jacqueline Hewitt
- 1990 - Claudia Megan Urry
- 1991 - Jane Luu
- 1992 - Elizabeth Lada
- 1993 - Stefi Baum
- 1994 - Andrea Ghez
- 1995 - Suzanne Madden
- 1996 - Joan Najita
- 1997 - Chung-Pei Ma
- 1998 - Victoria Kaspi
- 1999 - Sally Oey
- 2000 - Alycia Weinberger
- 2001 - Amy Barger
- 2002 - Vassiliki Kalogera
- 2003 - Annette Ferguson
- 2004 - Sara Ellison
- 2006 - Lisa Kewley
- 2007 - Ann Hornschemeier
- 2008 - Jenny Greene
- 2009 - Alicia Margarita Soderberg
- 2010 - Anna Frebel
- 2011 - Rachel Mandelbaum
- 2012 - Heather Knutson
- 2013 - Sarah Dodson-Robinson
- 2014 - Emily Levesque
- 2015 - Smadar Naoz[1]
- 2016 - Laura A. Lopez
- 2017 - Rebekah Dawson
- 2018 - Lauren Ilsedore Cleeves
- 2019 - Blakesley Burkhart
- 2020 - Caroline Morley
- 2021 - Laura Kreidberg
- 2022 - Eve Lee
- 2023 - Marta Bryan